# Fluorisotoper
Fluorisotoper är isotoper av grundämnet fluor (F), det vill säga atomer och kärnor med 9 protoner och olika antal neutroner.

## Radioaktiva egenskaper
Vissa egenskaper för radioaktiva fluorisotoper visas nedan:
| Masstal | Bildningsreaktion                                                                 | Halveringstid | Sönderfallstyp |
| ------- | --------------------------------------------------------------------------------- | ------------- | -------------- |
| 17      | 9Be(14N,6He); 14N(14N,11B); 14N(α,n); 16O(d,n); 16O(p,γ), 16O(14N,13C); 19F(γ,2n) | 64,49 s       | β+             |
| 18      | 9Be(14N,5He); 14N(14N,10B); 16O(α,pn); 18O(p,n); 19F(n,2n); 19F(d,T)              | 109,771 min   | β+             |
| 20      | 19F(d,p); 19F(n,γ); 23Na(n,α)                                                     | 11,163 s      | β−, γ          |
| 21      | F(T,p)                                                                            | 4,158 s       | β−, γ          |

## Isotoper
Fluor har 18 kända isotoper, varav 1 är stabil (19F). Fluor är alltså ett monoisotopiskt grundämne.
Den mest långlivade isotopen är 18F med en halveringstid på 109,771 minuter. Alla andra isotoper har halveringstider under en minut, de flesta under en sekund, vilket även gör fluor till ett mononuklidiskt grundämne. Den minst stabila isotopen är 15F, vars halveringstid är 4,1 × 10−22 sekunder, vilket motsvarar en spektrallinjebredd på cirka 1 MeV. Endast 14F har en okänd halveringstid.

### Fluor-18
18F är en radioisotop vars kärna består av 9 protoner och 9 neutroner. Den har en halveringstid på 109,771 minuter, och fungerar kommersiellt som en viktig källa till positroner. Dess största användningsområde är för produktion av radioaktiva läkemedel såsom fludeoxyglukos för positronemissionstomografisk skanning inom medicin.
Liksom alla positronemitterande radioisotoper, har 18F en möjlighet att sönderfalla genom elektroninfångning. I det här fallet sönderfaller 18F sönderfaller till 18O 96,86(19) % av gångerna genom beta-plus-(positron)emission och 3,14(19) % av gångerna genom elektroninfångning.
Det är den lättaste instabila nukliden med lika antal udda antal protoner och neutroner, 9 av varje (se vidare "Magiskt tal (fysik)" för en diskussion om nuklidstabilitet).

### Fluor-19
19F är en stabil isotop vars kärna består av 9 protoner och 10 neutroner. Det är den enda stabila fluorisotopen, och utgör 100 % av alla naturligt förekommande fluorisotoper; inga andra fluorisotoper förekommer i betydande mängder. Dess bindningsenergi är 143,714 MeV. 19F är NMR-aktivt, och används därför i fluor-19-NMR-spektroskopi.

### Fluor-20
20F är en radioisotop vars kärna består 9 protoner och 11 neutroner. Den har en halveringstid på 11,163 sekunder och sönderfaller genom betasönderfall till dess dotternuklid 20Ne. Dess specifika radioaktivitet är 1,885 x 109 TBq/g och dess livslängd är 15,87 sekunder.

### Fluor-21
21F är en radioisotop vars kärna består 9 protoner och 12 neutroner. Den har en halveringstid på 4,158 sekunder och sönderfaller genom betasönderfall till dess dotternuklid 21Ne. Dess specifika radioaktivitet är 4,78 x 109 TBq/g.

### Isomer
Endast en kärnisomer (långlivat exciterat kärntillstånd), 18mF, har karakteriserats. Dess halveringstid före gammastrålningsemission är 162 nanosekunder. Detta är mindre än halveringstiden för någon av fluorradioisotoperna med kärngrundtillstånd, med undantag av masstal 14–16, 28 och 31.

## Tabell
| Nuklid                        | Z                       | N                       | Massa (u)               | Halveringstid | ST (%)         | SE (MeV) | SP     | Spinn    | Förekomst (%) |
| Nuklid                        | Excitationsenergi (keV) | Excitationsenergi (keV) | Excitationsenergi (keV) | Halveringstid | ST (%)         | SE (MeV) | SP     | Spinn    | Förekomst (%) |
| ----------------------------- | ----------------------- | ----------------------- | ----------------------- | ------------- | -------------- | -------- | ------ | -------- | ------------- |
| 14F                           | 9                       | 5                       | 14,03506(43)#           |               | p              | 3,2      | 13O    | (2−)     |               |
| 15F                           | 9                       | 6                       | 15,01801(14)            | 4,1 × 10−22 s | p              | 1,48     | 14O    | (½+)     |               |
| 16F                           | 9                       | 7                       | 16,011466(9)            | 11 × 10−21 s  | p              | 0,536    | 15O    | 0−       |               |
| 17F                           | 9                       | 8                       | 17,00209524(27)         | 64,49 s       | β+             | 2,761    | 17O    | 5⁄2+     |               |
| 18F                           | 9                       | 9                       | 18,0009380(6)           | 109,771 min   | β+             | 1,656    | 18O    | 1+       |               |
| 18mF                          | 1121,36(15)             | 1121,36(15)             | 1121,36(15)             | 109,771 min   |                |          |        | 5+       |               |
| 19F                           | 9                       | 10                      | 18,99840322(7)          | Stabil        | Stabil         | Stabil   | Stabil | ½+       | 100           |
| 20F                           | 9                       | 11                      | 19,99998132(8)          | 11,163 s      | β−             | 7,025    | 20Ne   | 2+       |               |
| 21F                           | 9                       | 12                      | 20,9999490(19)          | 4,158 s       | β−             | 5,684    | 21Ne   | 5⁄2+     |               |
| 22F                           | 9                       | 13                      | 22,002999(13)           | 4,23 s        | β− (89 %)      | 10,818   | 22Ne   | 4+, (3+) |               |
| 22F                           | 9                       | 13                      | 22,002999(13)           | 4,23 s        | β− + n (11 %)  |          | 21Ne   | 4+, (3+) |               |
| 23F                           | 9                       | 14                      | 23,00357(9)             | 2,23 s        | β− (86 %)      | 8,48     | 23Ne   | 5⁄2+     |               |
| 23F                           | 9                       | 14                      | 23,00357(9)             | 2,23 s        | β− + n (14 %)  |          | 22Ne   | 5⁄2+     |               |
| 24F                           | 9                       | 15                      | 24,00812(8)             | 400 ms        | β− (94,1 %)    | 13,49    | 24Ne   | (1,2,3)+ |               |
| 24F                           | 9                       | 15                      | 24,00812(8)             | 400 ms        | β− + n (5,9 %) |          | 23Ne   | (1,2,3)+ |               |
| 25F                           | 9                       | 16                      | 25,01210(11)            | 50 ms         | β− (76 %)      |          | 25Ne   | (5⁄2+)#  |               |
| 25F                           | 9                       | 16                      | 25,01210(11)            | 50 ms         | β− + n (24 %)  |          | 24Ne   | (5⁄2+)#  |               |
| 26F                           | 9                       | 17                      | 26,01962(18)            | 9,6 ms        | β− (68 %)      |          | 26Ne   | 1+       |               |
| 26F                           | 9                       | 17                      | 26,01962(18)            | 9,6 ms        | β− + n (32 %)  |          | 25Ne   | 1+       |               |
| 27F                           | 9                       | 18                      | 27,02676(40)            | 4,9 ns        | β−             |          | 27Ne   | 5⁄2+#    |               |
| 28F                           | 9                       | 19                      | 28,03567(55)#           | 40 ms         | n              |          | 27F    |          |               |
| 29F                           | 9                       | 20                      | 29,04326(62)#           | 2,6 ms        | β−             |          | 29Ne   | 5⁄2+#    |               |
| 30F                           | 9                       | 21                      | 30,05250(64)#           | < 260 ns      |                |          |        |          |               |
| 31F                           | 9                       | 22                      | 31,06043(64)#           | 1 ms          |                |          |        | 5⁄2+#    |               |
| Denna tabell: visa • redigera |                         |                         |                         |               |                |          |        |          |               |

Anmärkningar
- Stabila isotoper anges i fetstil.
- Värden markerade med # härrör inte enbart från experimentella data, men åtminstone delvis från systematiska trender.
- Osäkerheter anges i kort form i parentes efter värdet. Osäkerhetsvärden anger en standardavvikelse, utom isotopsammansättningen och standardatommassa från IUPAC, som använder expanderade osäkerhet.
- Nuklidmassor är givna av IUPAP Commission on Symbols, Units, Nomenclature, Atomic Masses and Fundamental Constants (SUNAMCO).
- Isotopförekomster är givna av IUPAC Commission on Isotopic Abundances and Atomic Weights.